# 保坂英二
保坂 英二（ほさか えいじ、1953年11月29日 - ）は、東京都出身の元プロ野球選手である。ポジションは投手。

## 来歴・人物
日本大学第一中学校時代に東京大会の決勝で早実中と対戦し延長戦で0-1と惜敗。その後早実から勧誘されたが、そのまま日本大学第一高等学校へ進学。　日大一高では入学直後から速球派左腕として1年から甲子園で登板機会を与えられる。1969年、1年生の時に夏の東京大会準決勝、2連覇を狙う日大一高はセンバツ準優勝の但田裕介を要する堀越を破り第51回全国高等学校野球選手権大会に出場。小山良春（日大－三協精機）の控え投手として2回戦で藤波行雄、松島英雄のいた静岡商に1-3で敗退するが、この試合で小山をリリーフして初めて甲子園のマウンドを踏んだ。この時のチームメートに宇野輝幸がいる。
翌1970年は、左腕からの球威も増しエースとして第52回全国高等学校野球選手権大会に出場。東京大会準決勝は同年の選抜大会に出場した兄弟校の日大三高と対戦。延長戦の末2-1で振り切った。決勝は早実との熱戦を制し3連覇を達成。林龍郎、伊藤裕啓（明大－朝日生命）、田村嘉昭（亜大－熊谷組)の強力打線を擁し優勝候補と目される。1回戦では都城高の出場選手全員から17三振を奪う快投を見せ、完投勝利。しかしこの年も2回戦で大分商の小川清一と投げ合い、2-5で敗れる。
3年生となった1971年も東京大会では6試合計48回を投げ、78奪三振をあげて第53回全国高等学校野球選手権大会への出場を果たす。日大鶴ヶ丘高に10-0の6回コールド勝ちした際、18個のアウト中17個のアウトが三振。1回の先頭打者から9連続三振、ショートゴロを挟み、8連続三振。そして準決勝は同年の選抜大会で優勝した日大三高。兄弟校対決を制し、決勝は二松学舎大付属高に12-2と大勝して4連覇を達成。甲子園ではPL学園高と並び優勝候補とされて迎えた2回戦（初戦）でこの大会に準優勝した磐城高の田村隆寿と投げ合い、11三振をあげたものの0-1で惜敗。新聞は「優勝候補日大一が敗れる波乱」と報じた。同年の高校日本選抜ハワイ遠征に水谷啓昭、梨田昌崇らとともに参加する。
保坂の甲子園での戦績は、3年連続2回戦敗退という結果に終わった。3年連続の夏の甲子園登板は、1980 - 1982年の早実（東東京）の荒木大輔、1983 - 1985年のPL学園（大阪）の桑田真澄に並ぶ記録である。
1971年のドラフト会議で、東映フライヤーズから2位指名を受け、入団。東映の他に巨人、ヤクルトも上位にリストアップしていた。169センチ・67キロのがっちりタイプで武器はストレートと、切れのよいカーブ、シュート。左スリークォーターから小細工などせず小気味いい投球をした。飛雄馬くんの愛称で呼ばれる。
1年目の1972年から一軍に上がり、同年のジュニアオールスターゲームにも出場。しかし公式戦では1勝も挙げることができないまま、1978年オフに引退。翌年から日本ハムファイターズの打撃投手となり、1984年まで務めた。
引退後は旅館、ホテルの営業マン、バー経営などを経験。現在は、「スーパースラッガー野球塾」「メジャーベースボールアカデミー」で、アドバイザーと講師を務めている。
また首都大学野球連盟に所属する日本ウェルネススポーツ大学のコーチとなり、2024年春季は監督も務めた。
　　　　

## 詳細情報

### 年度別投手成績
| 年 度     | 球 団              | 登 板 | 先 発 | 完 投 | 完 封 | 無 四 球 | 勝 利 | 敗 戦 | セ 丨 ブ | ホ 丨 ル ド | 勝 率 | 打 者 | 投 球 回 | 被 安 打 | 被 本 塁 打 | 与 四 球 | 敬 遠 | 与 死 球 | 奪 三 振 | 暴 投 | ボ 丨 ク | 失 点 | 自 責 点 | 防 御 率 | W H I P |
| --------- | ------------------ | ----- | ----- | ----- | ----- | -------- | ----- | ----- | -------- | ----------- | ----- | ----- | -------- | -------- | ----------- | -------- | ----- | -------- | -------- | ----- | -------- | ----- | -------- | -------- | ------- |
| 1972      | 東映 日拓 日本ハム | 2     | 0     | 0     | 0     | 0        | 0     | 0     | --       | --          | ----  | 22    | 4.0      | 4        | 0           | 5        | 0     | 0        | 4        | 0     | 0        | 3     | 3        | 6.75     | 2.25    |
| 1973      | 東映 日拓 日本ハム | 1     | 0     | 0     | 0     | 0        | 0     | 0     | --       | --          | ----  | 4     | 0.1      | 1        | 0           | 2        | 0     | 0        | 0        | 0     | 0        | 0     | 0        | 0.00     | 9.00    |
| 1974      | 東映 日拓 日本ハム | 3     | 0     | 0     | 0     | 0        | 0     | 0     | 0        | --          | ----  | 7     | 1.1      | 2        | 1           | 2        | 0     | 0        | 2        | 0     | 0        | 1     | 1        | 9.00     | 3.00    |
| 1978      | 東映 日拓 日本ハム | 1     | 0     | 0     | 0     | 0        | 0     | 0     | 0        | --          | ----  | 7     | 1.0      | 2        | 0           | 2        | 0     | 0        | 1        | 0     | 0        | 3     | 3        | 27.00    | 4.00    |
| 通算：4年 | 通算：4年          | 7     | 0     | 0     | 0     | 0        | 0     | 0     | 0        | --          | ----  | 40    | 6.2      | 9        | 1           | 11       | 0     | 0        | 7        | 0     | 0        | 7     | 7        | 9.00     | 3.00    |

- 東映（東映フライヤーズ）は、1973年に日拓（日拓ホームフライヤーズ）に、1974年に日本ハム（日本ハムファイターズ）に球団名を変更

### 記録
- 初登板：1972年8月9日、対ロッテオリオンズ18回戦（東京スタジアム）、5回裏に3番手で救援登板、2回無失点
- 初奪三振：同上、5回裏に池辺巌から

### 背番号
- 28 （1972年 - 1975年）
- 45 （1976年 - 1978年）
- 68 （1979年 - 1984年）